# Parlementslid
Een parlementslid, parlementariër, afgevaardigde of volksvertegenwoordiger is een lid van een parlement (raad, volksvertegenwoordiging, huis van afgevaardigden, kamer, senaat).

## Nederland
In Nederland worden 150 Tweede Kamerleden in eerste instantie democratisch verkozen. Als er tussentijds mensen uit het parlement vertrekken, worden nieuwe leden (ongekozen) door de bewuste partij voorgedragen ter vervanging, op basis van de volgplaatsen van de kieslijsten bij de vorige verkiezingen. Iemand die niet gekandideerd heeft kan niet benoemd worden.
Volgens art. 21.1 van de Universele Verklaring van de Rechten van de Mens heeft eenieder het recht om deel te nemen aan het bestuur van zijn land, rechtstreeks of door middel van vrij gekozen vertegenwoordigers.
Om parlementslid te worden, is geen specifieke opleiding nodig. Wel dienen parlementsleden het Nederlandse staatsburgerschap te bezitten. Ook dient men meerderjarig te zijn. Ten slotte mag men niet uit het actief kiesrecht ontzet zijn.

## België
België kent in totaal zeven parlementaire vergaderingen:
de twee kamers van het federale Belgisch parlement: 
- Senaat,
- Kamer van volksvertegenwoordigers,

en de parlementen van de deelstaten: 
- Vlaams Parlement,
- Waals Parlement,
- Parlement van de Franse Gemeenschap,
- Parlement van de Duitstalige Gemeenschap,
- Parlement van het Brussels Hoofdstedelijk Gewest

## Europa
Zie Europees Parlement